# Boris Brutzkus
Boris Brutzkus, auch Bruckus, Brutskus, russisch Борис (Бер) Давыдович Бруцкус (geboren 21. Septemberjul. / 3. Oktober 1874greg. in Palanga, Russisches Kaiserreich; gestorben 6. Dezember 1938 in Jerusalem) war ein russischer Ökonom.

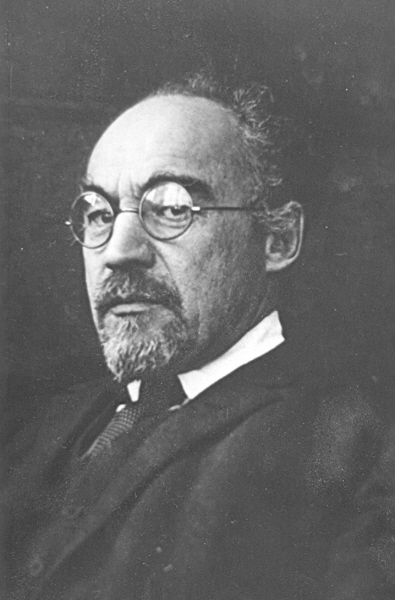
Boris Brutzkus (vor 1922)

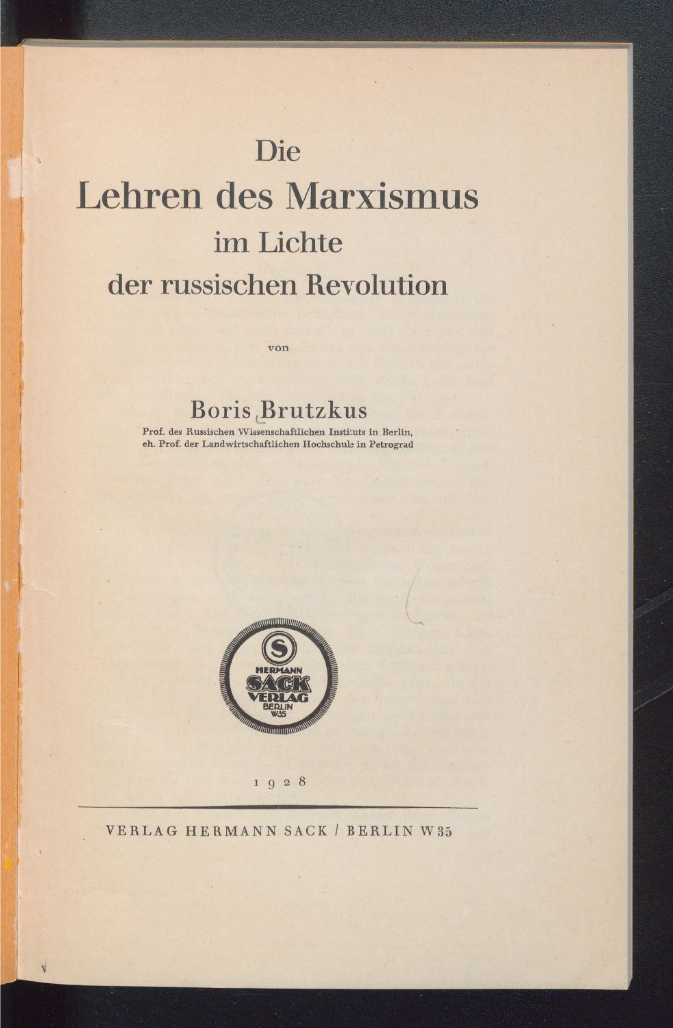
Lehren des Marxismus (1928)

## Leben
Boris Brutzkus wurde in der kurländischen Ostseestadt Polangen in einer Familie von Bernsteinschnitzern geboren, ein Bruder war der Politiker Julius Brutzkus (1870–1951). Seine Familie zog 1878 nach Moskau, wo er ab 1884 ein Gymnasium besuchte. 1891 wurden einige jüdische Bewohner Moskaus aus antisemitischen Gründen ausgewiesen, und die Familie zog nach Warschau, wo Brutzkus sich der jüdischen Jugendbewegung anschloss. Er studierte an der Landwirtschaftsschule in Nowa Aleksandria (Puławy, Kongresspolen). Von 1899 bis 1908 arbeitete er als Angestellter der Zweigstelle der Jewish Colonisation Association (JCA) in St. Petersburg und danach als Versicherungsvertreter. 
Seit 1907 war er Dozent an der privaten Landwirtschaftlichen Hochschule in St. Petersburg. Nach der Februarrevolution 1917 wurde er zum Professor ernannt. Im August 1922 wurde er wie viele andere als bourgeois bezeichnete Akademiker von der Tscheka kurzzeitig verhaftet und im November des Jahres zur Emigration gezwungen. Brutzkus floh 1922 nach Berlin und arbeitete in dem von Emigranten gegründeten Russischen Wissenschaftlichen Institut Berlin, das von der deutschen Regierung finanziert wurde. Er arbeitete mit Jacob Segall an den zwischen 1923 und 1926 von Jakob Lestschinsky herausgegebenen Bleter far yidisher demografye, statistik, un ekonomik. Er war auch Lehrbeauftragter am Jüdischen Wissenschaftlichen Institut in Wilna. 1932 stellte das Berliner Institut seine Arbeit aus finanziellen Gründen ein.
Nach der Machtübergabe an die Nationalsozialisten ging Brutzkus 1934 nach Paris. Er erhielt ein Angebot für eine Stelle am Russischen Institut der Universität Birmingham, ging aber nach Palästina, wo er 1936 erster Professor für Agrarökonomie an der 1925 gegründeten Hebräischen Universität Jerusalem wurde. Er starb aber bereits zwei Jahre später. 

## Schriften (Auswahl)
- Professionalny sostav yevreyskogo naseleniya v Rosii. 1908 ("Die Jüdische Bevölkerung in Russland nach Berufen") (ru)
- Yevreyskiye zemledelcheskiye poseleniya Yekaterinoslavskoy gubernii. 1913 ("Jüdische Siedlungen im Gouvernement Jekaterinoslaw") (ru)
- Agrarny vopros i agrarnaya politika. 1922 (ru)
- Sotsialisticheskoye khozyaystvo. 1923 ("Sozialistische Wirtschaft") (ru)
- Die russische Agrarrevolution, in: Zeitschrift für die gesamte Staatswissenschaft, 1924, S. 301–345
- Agrarentwicklung und Agrarrevolution in Rußland. Vorwort Max Sering. Berlin: Sack, 1925
- Di Yidishe Landvirtshaft in Mizrekh-Eyrope. Berlin, 1926 (yi)
- Die Lehren des Marxismus im Lichter der russischen Revolution. Berlin: Sack, 1928
- B. D. Bruckus; Waldemar von Poletika; Aleksandr I. Ugrimov: Die Getreidewirtschaft in den Trockengebieten Russlands : Stand und Aussichten. Berlin: Parey, 1932
- Der Fünfjahresplan und seine Erfüllung. Leipzig: Deutsche Wissenschaftliche Buchhandlung, 1932
  - Economic planning in Soviet Russia. Übersetzung ins Englische Gilbert Gardiner. Vorwort Friedrich A. Hayek. London: Routledge, 1935
- Kalkalah Ḥakla'it ("Agrarökonomie", postum, 1942, mit einer Liste ausgewählter Veröffentlichungen) (he)